# 리바이스 스타디움
리바이스 스타디움(Levi's Stadium)는 미국 캘리포니아주 샌타클래라에 위치한 다목적 경기장이다. NFL 샌프란시스코 포티나이너스의 홈 경기장으로 사용되고 있다.
2015년 3월 29일, WWE 레슬매니아 31이 개최되었다. 입장관객수 76,976명.

## 같이 보기
- 캔들스틱 파크
- 케자 스타디움